# Solanum linnaeanum
Il  pomo di Sodoma (Solanum linnaeanum Hepper & P.-M.L. Jaeger, 1986) è una pianta appartenente alla famiglia delle Solanaceae.

## Etimologia
Il pomo di Sodoma deve il suo nome comune ad una leggenda legata all'episodio biblico dell'incendio di Sodoma, in seguito al quale la regione sarebbe divenuta totalmente sterile. L'unica pianta a cui fu permesso di crescere dalla volontà divina fu appunto il "pomo di Sodoma", i cui frutti, all'apparenza belli ed invitanti, una volta aperti contenevano solo cenere e fumo. Le bacche del Solanum sodomaeum hanno in effetti una polpa che dopo la maturazione si riduce in polvere nerastra, il che ha portato a identificarle, appunto, con le mitiche "mele di Sodoma" colme di cenere.

## Descrizione
È una specie a portamento arbustivo che può raggiungere i 2 m di altezza. Sul fusto e sui rami, ma anche sui peduncoli delle foglie e dei frutti, sono presenti robuste spine.
Le foglie, plurilobate, sono lunghe 5–12 cm, larghe 3–6 cm. Sono di colore verde brillante sulla pagina superiore, con venatura centrale più chiara e rilevata.
I fiori, di colore violaceo, sono riuniti in infiorescenze a corimbo; ciascun fiore presenta 5 petali uniti alla base e con parte apicale sfrangiata. Fiorisce da maggio a novembre.
I frutti sono delle bacche tondeggianti del diametro di 2–3 cm, di colorazione dapprima verde screziata di bianco quindi gialla a maturazione. Contengono solanina, un alcaloide tossico.
I semi sono di colore bruno e si liberano quando la capsula, ormai secca, si rompe.

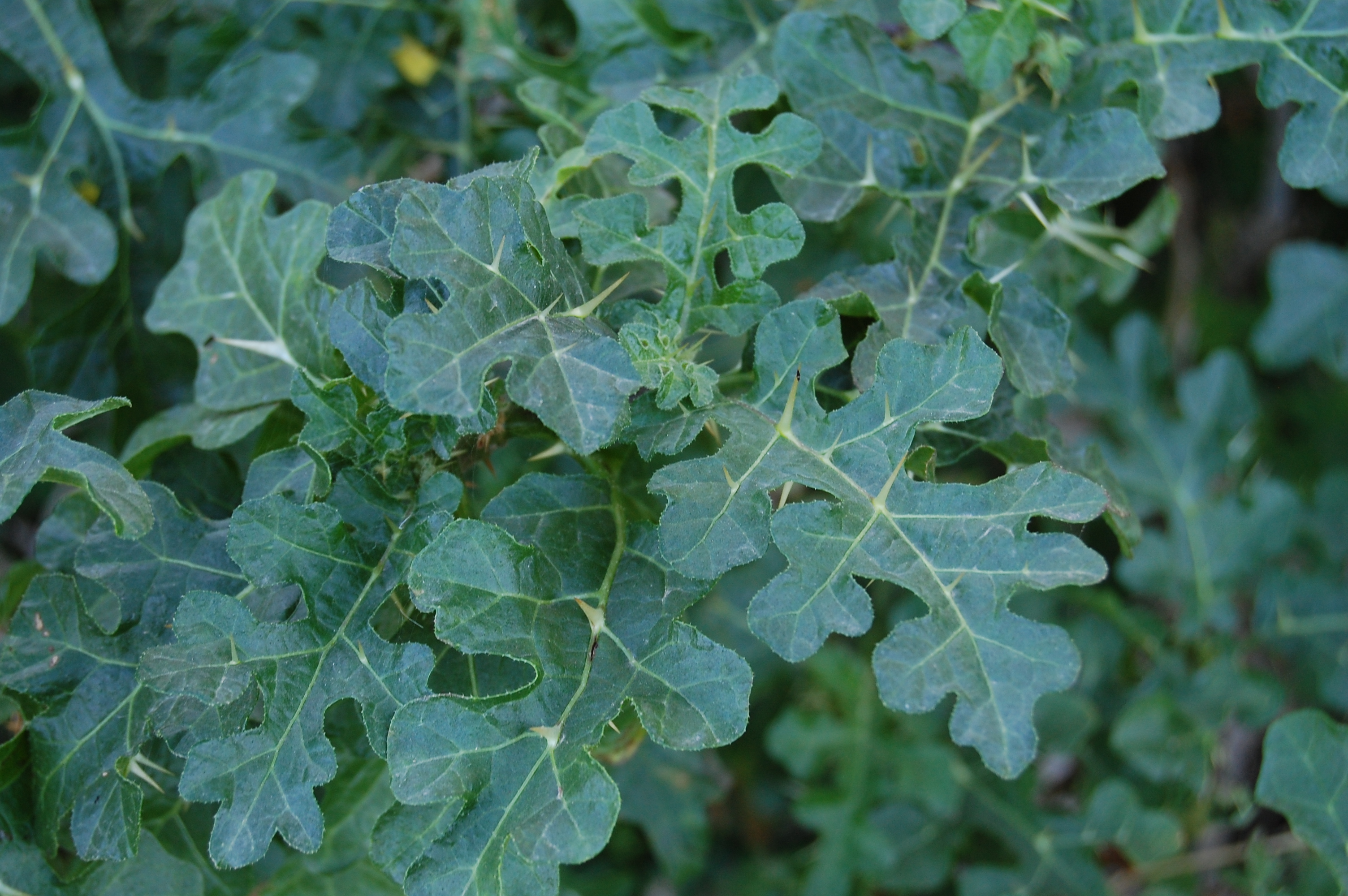
Foglie
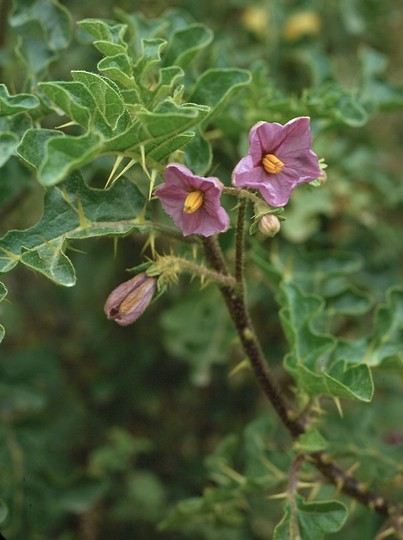
Fiori
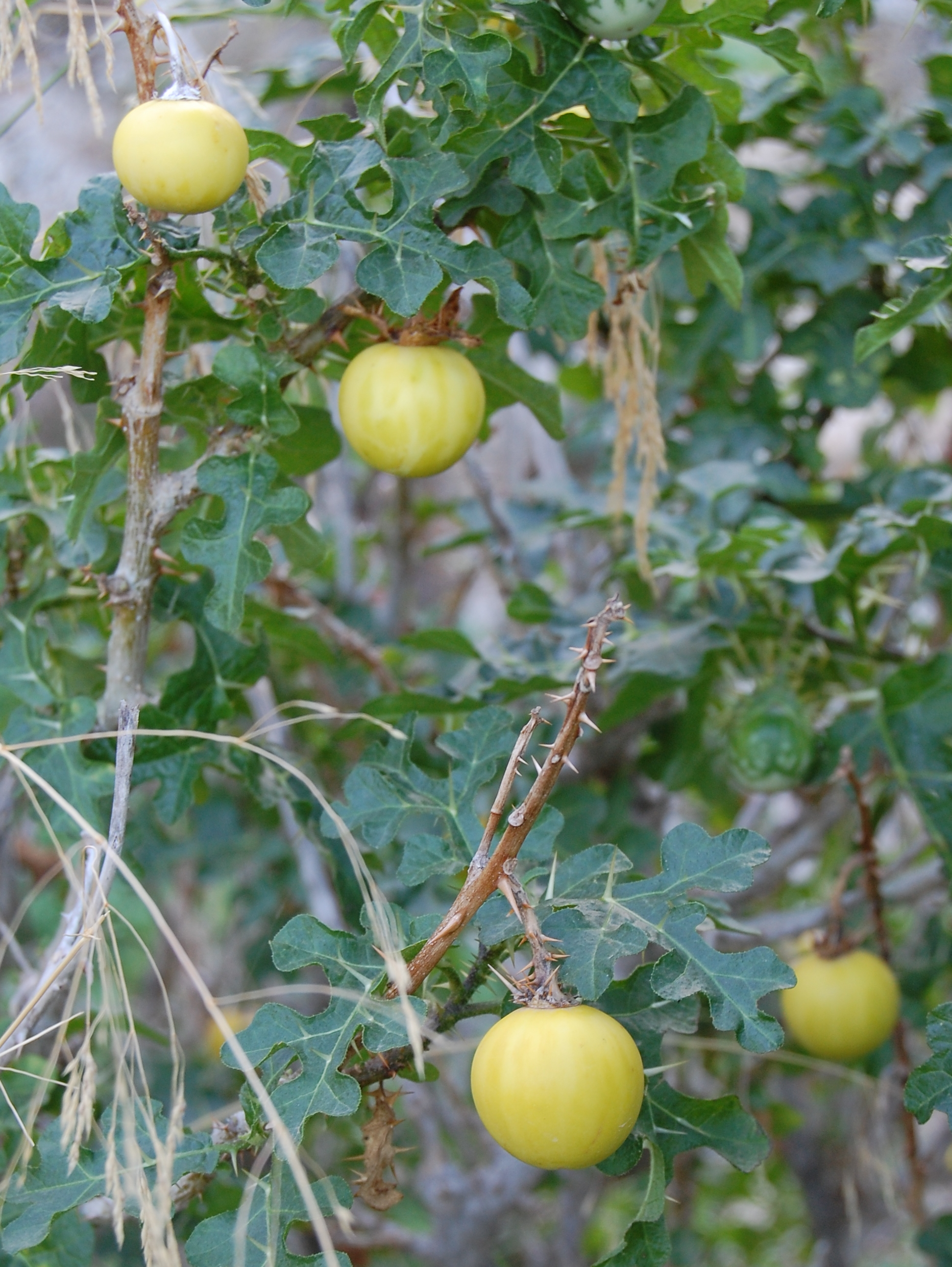
Frutti maturi

## Distribuzione e habitat
La specie è originaria del Sudafrica. È stata introdotta in Europa agli inizi del Settecento, ed è ormai naturalizzata in gran parte del bacino del Mediterraneo occidentale, dal sud della Spagna sino alla Grecia e alla costa occidentale del Nord Africa. In Italia è comune lungo le coste del mar Tirreno e nelle isole maggiori (Sicilia e Sardegna), mentre sul versante adriatico si spinge sino all'Abruzzo.
Predilige i terreni sabbiosi sino ai 500–600 m di altitudine.